# بطولة تونس لكرة السلة للرجال 1986–87
بطولة تونس لكرة السلة للرجال 1986–87 هو الموسم رقم 32 من بطولة تونس لكرة السلة للرجال.

فاز بهذا الموسم النجم الأولمبي لحلق الوادي والكرم.

## روابط خارجية
- الموقع الرسمي للجامعة التونسية لكرة السلة.